# Lovorje
Lovorje is een plaats in de gemeente Slivno in de Kroatische provincie Dubrovnik-Neretva. De plaats telt 66 inwoners (2001).